# Dieter Krieg

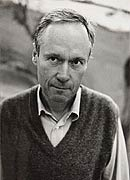
Dieter Krieg 2005

Dieter Krieg (* 21. Mai 1937 in Lindau; † 26. November 2005 in Quadrath-Ichendorf) war ein deutscher Maler.

## Leben und Werk
Krieg studierte an der Staatlichen Akademie der Bildenden Künste in Karlsruhe als Schüler von HAP Grieshaber und Herbert Kitzel, die ihn und weitere Künstler dieser Jahrzehnte stark beeinflussten. Ab 1971 erhielt er Lehraufträge an der Kunstakademie Karlsruhe und an der Städelschule in Frankfurt. 1978 wurde er Professor an der Kunstakademie Düsseldorf. Dieter Krieg war Mitglied im Deutschen Künstlerbund. Er lebte und arbeitete in Quadrath-Ichendorf, einem Ortsteil von Bergheim.

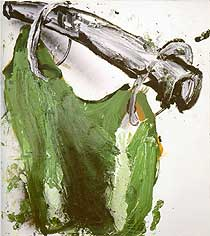
Vorhang, 1994, Acryl auf Leinwand, 375 × 345 cm

 Dieter Krieg erregte bereits in den frühen 1960er-Jahren durch den radikalen Gestus seiner Malerei Aufsehen. Zusammen mit Künstlern wie Heinz Schanz, Hans Baschang, Walter Stöhrer und Horst Antes gehörte er zu den Vertretern der Neuen Figuration, die die Darstellung der menschlichen Figur dem zu dieser Zeit vorherrschenden Primat der Abstraktion entgegenstellte. Jeder tat dies aber auf eigenständige Weise, ohne dass sich eine Malerschule mit gemeinsamen Zielen und Regeln etablierte. 1966 erhielt Dieter Krieg für seine bis zur Unkenntlichkeit verschnürten und bandagierten Körper-Darstellungen den Deutschen Preis der Jugend in Baden-Baden. Er gilt als einer der stärksten und eigenwilligsten Maler seiner Generation.
Getragen von einem sich immer wieder erneuernden Impetus und mit einer ständigen Bereitschaft zum Risiko entstand in den darauf folgenden vier Jahrzehnten ein Werk, dessen Position immer wieder aufschreckte, verstörte und in der Kunstkritik nicht nur auf einhellige Zustimmung stieß. Es bewegte die Gemüter und provozierte unterschiedlichste Reaktionen. Doch der Erfolg und die hohe Reputation, die Krieg all die Jahre erfuhr, war nicht nur an den zahlreichen nationalen und internationalen Ausstellungen ablesbar, sondern auch an dem Lehramt als Professor an der traditionsreichen Kunstakademie in Düsseldorf. Aus seiner fast fünfundzwanzigjährigen Lehrtätigkeit sind zahlreiche Künstler mit großen internationalen Karrieren hervorgegangen.
Krieg ging den Sachen immer auf den Grund. Die Bemühung um den Inhalt war entscheidend. Zunächst waren die Arbeiten konzeptuell ausgerichtet, so die „Malsch – Wannen“ aus dem Jahr 1970, die „4-Watt Lampen“ von 1972, die „Tännchen“ von 1972/73, so „Hoffnung Liebe Treue Neid Unschuld“ von 1974, oder die Tonbandaufnahme „Allen Malern herzlichen Dank“: hier realisierte er innerhalb der Jahre 1975 bis 1976 eine Lesung aller in den 36 Bänden des Allgemeinen Lexikons der Bildenden Künstler von der Antike bis zur Gegenwart gelisteten Künstlernamen.

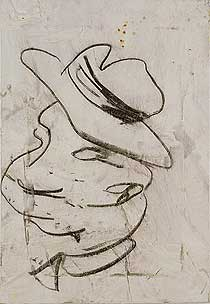
Ohne Titel, 2004, Kohle, Acryl, Papier, Leinwand, 100 × 70 cm

Ende der 1970er-Jahre brach Krieg die strenge, reduzierte Form seiner Malerei auf und überführte sie in eine malerische Wort- und Gegenstandswelt. Er trieb jetzt die malerische Form der Dinge an eine Grenze: Bekanntes und Alltägliches gingen in Befremden, auch Unbehagen über. Die Auflösung des Motivs erhielt tragende Bedeutung. Man kann auch von Paradoxien sprechen, denn die Gegenstände wurden ins Monumentale getrieben und in einen Bildraum gestellt, in dessen emotional aufgeladenem Kraftfeld sie eine neue Existenz erhielten. Die visuelle Sensation der Bilder ist kaum in Worte zu fassen. Zum Bildgegenstand konnte der menschliche Körper werden, oder auch Dinge, die in Bezug zu diesem stehen, die der Mensch brauchte. Deren veränderte Zustände symbolisierten Leben, Krankheit oder Tod. Dieses Bildvokabular, das Stöcke, Kerzen, Thermometer, Salatköpfe, Fleischstücke, Blüten, Kreuze, Spiegeleier, Eimer, Bücher, Buchstaben, Watte, Schriftzüge und vieles mehr umfasste, behielt Krieg über Jahrzehnte bei und erweiterte und bearbeitete es immer wieder neu.
Die grandiose Darstellung von Gegenständen zeichnete die intellektuelle und malerische Leistung Kriegs aus. Zwei weitere Sachverhalte, die diesen Eindruck beförderten, sind hier hervorzuheben. Für den sehr belesenen Dieter Krieg war die Literatur ein großes Kraftfeld der Inspiration. Sie war für ihn nicht zusätzliche Autorität, aber einzelne Worte und Passagen aus Texten von Marcel Proust, James Joyce, Jean-Paul Sartre, Arno Schmidt und anderen Autoren konnten trotzdem zur Matrix seiner vielschichtigen Malerei werden. Weiterhin ist das Experiment mit den Möglichkeiten des großen Formates zu nennen. Es ging nicht um Überwältigung, sondern um eine Auseinandersetzung mit der Realität im Sinn eines künstlerischen Parallelunternehmens: das Große Format wurde für ihn zur Notwendigkeit. Die Vieldeutigkeit und Lebensbedeutsamkeit der einzelnen Gegenstände war nicht immer sofort zu erkennen. In seinem Spätwerk rückten die Themen Leben und Tod immer stärker in den Blickpunkt.
Krieg stellte in Galerien, Museen und Großveranstaltungen der modernen Kunst aus: 1978 beispielsweise (zusammen mit Ulrich Rückriem) im Deutschen Pavillon der Biennale in Venedig (Kurator Klaus Gallwitz). Im Kunstmuseum des Erzbistums Köln, Kolumba finden sich einige seiner Werke, so sein 6-teiliger Zyklus In der Leere ist nichts, 1998 (Acryl und Acrylglas auf Leinwand). Das Sammlerpaar Lisa und Stephan Oehmen stiftete 2022 ein Konvolut von 30 Arbeiten Kriegs, darunter rund 20 Gemälde, dem Kunstmuseum Bonn.
Zu seinem Werk erschienen zahlreiche Kataloge und Buchpublikationen.
2004 gründete er zusammen mit seiner Frau Irene († 2004) die Stiftung Dieter Krieg, die das künstlerische Werk bewahrt; zentrales Anliegen sind Publikationen und Ausstellungen.

## Preise
- 1966: Deutscher Kunstpreis der Jugend für Malerei, Baden-Baden
- 1968: Preis der Veranstalter der Biennale Danuvius 68, Bratislava
- 1969: Kunstpreis der Böttcherstraße in Bremen
- 1970: Kunstpreis der Stadt Darmstadt
- 1985: Karl-Ströher-Preis, Frankfurt
- 1989: Internationaler Kunstpreis des Landes Vorarlberg
- 1991: Preis Künstler in Baden-Baden der Gesellschaft der Freunde junger Kunst Baden-Baden
- 1993: Hans-Thoma-Preis des Landes Baden-Württemberg
- 1998: Hans-Molfenter-Preis der Stadt Stuttgart
- 2006: postum Cologne Fine Art-Preis
- 2010: postum Eckart-Witzigmann-Preis für das Kulturthema Essen in der Kunst[3]

## Einzelausstellungen (Auswahl)
- 1966: Badischer Kunstverein, Karlsruhe
- 1967: (bis 2008 mehrfach) Galerie Der Spiegel, Köln
- 1970: Dieter Krieg: Acht Malsch Wannen, Galerie Lauter, Mannheim, 4. April bis 27. Mai 1970
- 1970: Württembergischer Kunstverein, Stuttgart
- 1972: Kunsthalle Darmstadt - Westfälischer Kunstverein, Münster - Kunsthalle Bielefeld - Frankfurter Kunstverein
- 1976: (bis 1981 mehrfach) Galerie am Promenadeplatz, München
- 1978: Deutscher Pavillon, Biennale Venedig (mit Ulrich Rückriem)
- 1983: Von der Heydt-Museum, Wuppertal
- 1984: Badischer Kunstverein, Karlsruhe - Oldenburger Kunstverein, Oldenburg
- 1987: Städtische Galerie Nordhorn - Suermondt-Ludwig-Museum, Aachen
- 1987: (bis 2002 mehrfach) Galerie Timm Gierig - Leinwandhaus, Frankfurt am Main
- 1988: Galerie der Stadt Stuttgart
- 1988: (bis 2005 mehrfach) Galerie Gmyrek, Düsseldorf
- 1988: (bis 2006 mehrfach) Galerie manus presse, Stuttgart
- 1989: Kunstverein Friedrichshafen
- 1991: Kunstmuseum Düsseldorf und Marburger Universitätsmuseum, Marburg
- 1993: Städtische Galerie Reutlingen - Hans-Thoma-Kunstmuseum, Bernau/Baden - Forum Kunst Rottweil
- 1996: Kunstverein Augsburg - Landesgirokasse Stuttgart - Galerie der Stadt Stuttgart
- 1997: Orangerie Herrenhausen, Hannover - Galerie Michael Schultz, Berlin - Städtische Galerie Ravensburg
- 1997: Galerie Alfred Knecht, Karlsruhe
- 1998: Kunstverein Krefeld - Kulturkreis Kornhaus, Weingarten
- 1999: Galerie der Stadt Stuttgart - Staatliche Kunsthalle Baden-Baden - Von der Heydt-Museum, Wuppertal - Bielefelder Kunstverein
- 2000: Trinitatiskirche, Köln
- 2002: Deutsche Gesellschaft für christliche Kunst, München
- 2003: Kunstverein Augsburg
- 2004: Kunsthalle Rostock - Alte Spinnerei/Forum Kunst, Rottweil
- 2005: (bis 2007 mehrfach) Gierig Frankfurt Kunstprojekte, Deutsche Bundesbank, Baker&McKenzie, Galerie Ardizon (Bregenz)
- 2006: Museum Bochum - Kunst Museum Bonn - Arp Museum Bahnhof Rolandseck
- 2008: Kunstmuseum Stuttgart (Retrospektive)
- 2008: Galerie Klaus Gerrit Friese, Stuttgart[4]
- 2012: Dieter Krieg: Prachtstücke auf Keilrahmen, Werkschau zum 75. Geburtstag, Kunstmuseum Celle
- 2013: Galerie Klaus Gerrit Friese, Stuttgart[5]
- 2014: Dieter Krieg – In der Leere ist nichts, Kunstsaele Berlin[6]
- 2015: Galerie Klaus Gerrit Friese, Berlin[7]
- 2025: Dieter Krieg: Maler, Dichter und Gesindel,[8] Museum Küppersmühle für Moderne Kunst

## Gruppenausstellungen (Auswahl)
- 1969 Wilhelm-Morgner-Preis für experimentelle Kunst 1969, Soest
- 1996: Zeichnen. Der Deutsche Künstlerbund in Nürnberg, 44. Jahresausstellung des DKB im Germanischen Nationalmuseum[9]
- 2009: Magie der Farbe – Pastose Malerei, Farbmaterie, Farbräume[10] Kunsthalle Dominikanerkirche, Osnabrück, Deutschland (mit u. a. Christiane Conrad, Rudolf Englert, Werner Knaupp, Eugène Leroy, Harry Meyer, Adolphe Monticelli, Bernd Schwarting, Rainer Splitt, Theo Wolvecamp)
- 2010: Kunst im Tunnel (KIT), Düsseldorf: Wrong (kuratiert von Katharina Fritsch und Gertrud Peters)

## Zitate
„Ich sah in der Zeitschrift Das Kunstwerk Wiedergaben von neuen Bildern des 30jährigen Karlsruhers Dieter Krieg, die mir sehr merkwürdig erschienen. Sie waren keiner der jetzt modischen Malweisen zuzuordnen, erinnerten auch an keine der vergangenen, waren unrealistisch, ohne phantastisch, magisch, ohne surrealistisch zu sein...“

„Die Meisterschaft des Bildes triumphiert über die dargestellte Verkümmerung, so wie bei Beckett die Meisterschaft des Wortes über seine amputierten, gefesselten Gestalten triumphiert.“

„Lieber Wäsche bügeln als malen“